# 1995年2月逝世人物列表
1995年逝世人物列表：1月 - 2月 - 3月 - 4月 - 5月 - 6月 - 7月 - 8月 - 9月 - 10月 - 11月 - 12月
1995年2月逝世人物列表，是用於匯總1995年2月期間逝世人物的列表。

## 依日期排序

### 1日
- 翁陶尔·罗伯特，73歲，匈牙利水球運動員[1]
- 喬·巴庫齊，78歲，英格蘭足球運動員和教練。
- 鲍尔陶扎尔·拉约什，73歲，匈牙利擊劍運動員[2]
- 弗朗索瓦·布坦，58歲，法國純種馬訓練師[3]
- 傑拉德·卡利爾，77歲，荷蘭運動員，曾參加1936年夏季奧運會[4]
- 里奇·愛德華茲，27歲，威爾士音樂家。
- 恩格·加姆林，68歲，瑞典演員和電影導演。
- 卡爾·格魯伯，85歲，奧地利政治家和外交官。[5]
- 萊昂·倫納德，85歲，美國政治家。
- 吉爾·菲普斯，31歲，英國動物權利活動家，在抗議活動中被一輛卡車壓死。
- 沃爾特·維施涅夫斯基，82歲，德國電影編輯。[6]

### 2日
- 蒂克瓦·阿爾珀，86歲，南非科學家，他的工作幫助發展了朊病毒理論。[7]
- 雷蒙德·巴克-鐘斯，83歲，英國橄欖球聯盟鎖。[8]
- 道格·伯恩特，45歲，美國花樣滑冰運動員和奧運會銅牌得主。[9]
- 菲力浦·博索斯，41歲，澳大利亞出生的加拿大電影導演、製片人和編劇[10]
- 錢杜拉爾·錢德拉卡，75歲，印度記者和政治家。
- 約翰·克羅格斯頓，41歲，美國記者和學者。[11]
- 安德列·弗洛薩爾，80歲，法國記者和散文家。[12]
- 湯瑪斯·海沃德，77歲，美國歌劇男高音[13]
- 大衛·金德斯利，79歲，英國石雕師和字體設計師。[14]
- 弗雷德·佩里，85歲，英國網球冠軍。[15]
- 唐納德·普利森斯，75歲，英國演員[16]
- 赫爾曼·圖維森，92歲，瑞典摔跤手。[17]
- 威拉德·沃特曼，80歲，美國演員[18]

### 3日
- 拉格納·貝格，70歲，挪威足球運動員[19]
- 帕沃爾·赫里亞克，63歲，斯洛伐克政治家。
- 阿特·凱恩，69歲，美國攝影師[20]
- 尼古拉斯·林德利·洛佩斯，86歲，秘魯軍事指揮官。
- 安德列·尼科爾斯基，36歲，俄羅斯鋼琴家，交通事故。
- 英格堡·尼爾森，70歲，挪威花樣滑冰運動員。[21]
- 約翰·品森特，72歲，英國古典學者，專門研究希臘神話。[22]
- 阿巴斯·扎里亞卜，75歲，伊朗歷史學家、作家、文學教授和伊朗學家。

### 4日
- 大衛亞歷山大，56歲，威爾士歌手和藝人[23]
- 哈姆扎·布巴克爾，82歲，法國政治家和穆斯林神職人員。[24]
- 戈弗雷·布朗，79歲，英國田徑運動員，奧運冠軍。[25]
- 阿貝爾·聖克魯斯，80歲，阿根廷編劇，癌症。
- 阿洛伊西奧·德·奧利維拉，80歲，巴西唱片製作人、歌手、演員和作曲家。
- 馬諾哈爾·哈迪卡，58歲，印度板球運動員。
- 派翠西亞·海史密斯，74歲，美國作家[26]
- 斯科特·史密斯，46歲，美國同性戀權利活動家，愛滋病相關肺炎。
- 羅爾·維爾斯瑪，62歲，荷蘭足球運動員。[27]
- 沃爾特·澤勒，67歲，德國大獎賽摩托車公路賽車手。

### 5日
- 吉米·艾倫，85歲，英格蘭足球運動員和足球經理。[28]
- 弗蘭克·科斯汀，74歲，英國汽車工程師。
- 德斯弗利，54歲，愛爾蘭蓋爾足球運動員和投擲手。
- 道格·麥克盧爾，59歲，美國演員[29]
- 弗雷德里克·里德爾，82歲，英國小提琴家。[30]
- 帕努潘·育坤，84歲，泰國電影導演、劇作家、作曲家和作家。

### 6日
- 弗洛拉·安妮·阿米蒂奇，83歲，美國傳記作家和小說家。[31]
- 理查·H·巴塞特，94歲，美國印象派畫家。[32]
- 埃爾默·伯卡特，78歲，美國棒球運動員（費城費城人隊）。[33]
- 艾迪·坎帕諾利，60歲，義大利電視名人和演員。[34]
- 切斯特·E·霍利菲爾德，91歲，美國商人和政治家。[35]
- 漢斯·胡默爾，50歲，奧地利大獎賽摩托車公路賽車手。
- 珍妮特·卡瓦斯，49歲，宏都拉斯環保活動家，兇殺案。
- 洛貝米拉，81歲，奧地利兒童作家。[36]
- 瑪魯嘉·馬略，93歲，西班牙超現實主義畫家。[37]
- 詹姆斯·梅里爾，68歲，美國詩人[38]
- 古斯塔夫·羅德爾，79歲，德國戰鬥機飛行員和戰鬥機王牌。
- 阿特·泰勒，65歲，美國爵士鼓手。[39]
- 夏衍，94歲，中國劇作家、編劇、政治家。[40]

### 7日
- 羅伊·S·本森，88歲，美國海軍軍官。[41]
- 吉恩·吉羅多，78歲，法國男高音和藝術家。[42]
- 奧特格里斯，76歲，挪威廣播電視名人。
- 比利·鐘斯，45歲，美國吉他手，歌手[43]
- 馬西莫·帕洛蒂諾，85歲，義大利考古學家[44]
- 塞西爾·厄普肖，52歲，美國棒球運動員[45]
- 海倫·沃利斯，70歲，大英博物館英國地圖館長[46]

### 8日
- 約瑟夫·瑪麗亞·伯亨斯基，92歲，波蘭多明尼加人，邏輯學家和哲學家。[47]
- 卡爾帕納·達塔，81歲，印度獨立運動活動家。
- 梅·米勒，96歲，美國詩人、劇作家和教育家。[48]
- 蒂卡·拉姆·帕利瓦爾，85歲，印度政治家。
- 奧斯瓦爾多·潘祖托，65歲，阿根廷足球運動員。[49]
- 格洛麗亞·莎兒，84歲，美國電影女演員。
- 巴斯卡·薩達希·索曼，81歲，印度海軍上將。
- 威利·蘇科普，88歲，英國雕塑家。[50]
- 雷切爾·湯瑪斯，89歲，威爾士女演員，摔倒。
- 奧勒·托瓦茲，78歲，芬蘭裔瑞典記者和詩人。
- 巴克·沃尼克，79歲，美國作曲家、編曲家、作詞家、指揮家和音樂總監。[51]

### 9日
- J·威廉·富布賴特，89歲，美國參議員和國會議員[52]
- 莫里斯·哈爾佩林，88歲，美國作家、教授、外交官，被指控為蘇聯間諜。[53]
- 卡萊維基漢恩，70歲，芬蘭企業家。[54]
- 歐根·洛德勒，74歲，德國工會領袖。
- 伊格納齊奧·斯帕拉，70歲，義大利電影演員。
- 大衛韋恩，81歲，美國演員[55]

### 10日
- 萊拉·阿朱曼德·巴努，66歲，孟加拉國歌手和社會活動家。[56]
- 迪內什·錢德拉·查托帕迪亞，78歲，孟加拉作家和編輯。
- 斯特拉特·克拉克，70歲，美國網球運動員。
- 赫蘇斯·加雷，64歲，西班牙足球運動員。[57]
- 保羅·莫內特，49歲，美國作家、詩人和活動家[58]
- 倫納德·西爾克，77歲，美國經濟學家、作家和記者。[59]

### 11日
- 莉蓮·K·布拉德利，73歲，美國數學家和數學教育家。[60]
- L·C·格雷夫斯，76歲，美國警探。
- 奧托·克拉基，92歲，奧地利物理學家。
- 哈裡·默克爾，77歲，德國賽車手。
- 鮑勃·蘭德爾，57歲，美國編劇、劇作家、小說家和電視製片人。[61]

### 12日
- 納特·霍爾曼，98歲，美國籃球運動員和大學教練。[62]
- 菲力浦·泰勒·克萊默，42歲，美國低音吉他手，交通事故。
- 喬治·梅威瑟，67歲，美國電藍調和芝加哥藍調口琴手，詞曲作者和歌手[63]
- 拉希德·米蒙尼，49歲，阿爾及利亞作家、教師和人權活動家[64]
- 東尼·賽昆達，54歲，搖滾樂隊經理人[65]
- 阿斯特麗德·維堯姆，71歲，丹麥舞台和電影女演員。[66]

### 13日
- 西爾維斯特·阿霍拉，92歲，美國爵士小號手和短號手。[67]
- 詹姆斯·P·伯克利，87歲，美國海軍陸戰隊中將。
- 比爾·貝弗裡奇，85歲，NHL的加拿大冰球守門員。[68]
- 阿爾貝托·布里，79歲，義大利藝術家。[69]
- 威爾頓·蓋奈爾，68歲，牙買加爵士薩克斯手。[70]
- 雷·漢密爾頓，79歲，美國橄欖球運動員。
- 古列爾莫·曼科里，67歲，義大利電影攝影師、燈光總監和攝像師。
- 傑克·奧比洛維奇，52歲，加拿大足球運動員。
- 西蒙·施瓦布，86歲，德裔美國東正教拉比。[71]
- 布魯諾·維森蒂尼，80歲，義大利政治家、參議員、部長和實業家。[72]
- 李志绥，75歲，中國醫生，毛澤東的心腹。[73]

### 14日
- 奧格多·阿克肖諾娃，59歲，多爾干詩人，多爾幹書面文學的創始人。[74]
- 瑪麗亞·安德加斯特，82歲，德國女演員。[75]
- 傑克·克利里，83歲，澳大利亞足球運動員[76]
- 康斯坦斯·蒂安德·科恩，74歲，美國畫家。[77]
- 羅傑·德·格雷，76歲，英國風景畫家。[78]
- 奈傑爾·芬奇，45歲，英國電影導演和電影製片人[79]
- 麥可·V·賈佐，71歲，美國劇作家和演員[80]
- 阿卜杜勒拉赫曼·卡基，60歲，阿爾及利亞演員和劇作家。[81]
- 萊恩·古登，82歲，英格蘭足球運動員。
- 伊沙·梅傑，52歲，荷蘭記者，電視節目主持人，電臺主持人，評論家和作家[82]
- 吴努，87歲，緬甸政治家，緬甸第一任總理。[83]
- 阿基莱·皮奇尼，83歲，義大利男子足球運動員。[84]

### 15日
- 拉希德·巴巴·艾哈邁德，48歲，阿爾及利亞唱片製作人，作曲家和歌手[85]
- 塞爾吉奧·貝爾托尼，79歲，義大利足球運動員。[86]
- 第二代卡姆羅斯子爵西摩·貝瑞，85歲，英國貴族、政治家和報紙老闆。[87]
- 伊塔洛·阿里吉羅·基烏薩諾，68歲，義大利作家和評論家。[88]
- 哈德菲爾德的泰勒男爵弗朗西斯，90歲，英國商人，創立了泰勒伍德羅。[89]
- 小約翰·J·路易士，69歲，美國商人和外交官。
- 大衛·莫納斯·馬隆尼，82歲，美國羅馬天主教主教。

### 16日
- 斯溫·艾賓納斯，93歲，丹麥建築師。[90]
- 安娜·瑪格麗特·羅斯·亞歷山大，81歲，美國慈善家。[91]
- 尼古拉·科斯汀，58歲，摩爾多瓦政治家，民族解放運動的領導人之一。
- 米爾德雷德·埃絲特·馬提亞，88歲，美國植物學家和教授。[92]
- 瑞秋·查巴利，85歲，以色列政治家。
- 瑪格麗特·韋德，82歲，美國籃球運動員和教練。[93]
- 露易絲·王爾德，87歲，美國女演員、模特、舞蹈家和選美比賽冠軍。[94]

### 17日
- 查爾斯·巴倫，90歲，來自愛荷華州的美國政治家。[95]
- 維爾納·布魯施克，96歲，東德政治家，德國統一社會黨成員。
- 帕迪·柯林斯，91歲，愛爾蘭投擲手。
- 塞爾瑪·赫爾伯特，81歲，英國視覺藝術家，以其靜物和風景而聞名。[96]
- 米羅斯瓦夫·祖瓦夫斯基，82歲，波蘭作家、散文家、外交官和編劇。

### 18日
- 扎伊爾·阿茲古爾，87歲，蘇聯和白俄羅斯雕塑家。[97]
- 沃爾特·鮑爾，83歲，加拿大漫畫家。[98]
- 丹尼·科德爾，51歲，英國唱片製作人[99]
- 艾迪·吉爾伯特，33歲，美國職業摔跤手和布克，心臟病發作。
- 比爾·格雷厄姆，75歲，澳大利亞政治家。
- 揚克·勞森，83歲，美國爵士小號手。[100]
- 肯尼斯·塞頓，80歲，美國歷史學家，中世紀歐洲歷史專家。[101]
- 鮑勃·斯廷森，35歲，美國搖滾吉他手[102]

### 19日
- 霍華德·威爾遜·凱布爾，81歲，美國職業籃球運動員。
- 揚·謝爾尼亞克，85歲，二戰蘇聯間諜。[103]
- 路易斯-皮埃爾·塞西爾，90歲，加拿大政治家。[104]
- 尼古拉斯·費爾貝恩，61歲，蘇格蘭政治家，肝硬化。
- 奈傑爾·芬德利，35歲，加拿大遊戲設計師、編輯和科幻小說作家，心臟病發作。
- 約翰·霍華德，81歲，美國演員[105]
- 高爾·麥克里斯，76歲，以色列足球運動員和經理。
- 諾埃爾·洛克莫爾，86歲，美國畫家、繪圖員和雕塑家。[106]
- 理查·馬修斯，73歲，紐西蘭植物病毒學家。
- 考爾德·威林厄姆，72歲，美國小說家和編劇[107]

### 20日
- 什洛莫·扎爾曼·奧爾巴赫，84歲，東正教猶太拉比。[108]
- 羅伯特·博爾特，70歲，英國劇作家和編劇[109]
- 亞瑟·伯奇，77歲，澳大利亞水球運動員，曾參加1948年夏季奧運會。[110]
- 內斯托·莫拉，31歲，哥倫比亞自行車賽車手[111]

### 21日
- 保羅·L·貝茨，86歲，美國陸軍軍官。[112]
- 伊什特萬·巴拉尼，87歲，匈牙利游泳運動員，奧運會銅牌得主。[113]
- 比亞內·亨寧-延森，86歲，丹麥電影導演和編劇。
- 尤漢·維丁，46歲，愛沙尼亞詩人和演員[114]

### 22日
- 理查德·阿比布，77歲，美國工業設計師。[115]
- 埃德·弗蘭德斯，60歲，美國演員[116]
- 卡爾-阿恩·霍姆斯滕，83歲，瑞典電影演員。
- 吉姆·卡特卡維奇，60歲，美國橄欖球運動員。[117]
- 尼古拉斯·彭內爾，56歲，英國演員。[118]
- 埃马纽埃尔·罗布莱斯，80歲，阿爾及利亞-法國小說家和劇作家。[119]

### 23日
- 諾姆·伯恩斯，77歲，加拿大冰球運動員（紐約遊騎兵隊）。[120]
- 瓦萊里奧·卡薩尼，72歲，義大利足球運動員。[121]
- 阿里戈·塞爾韋托，67歲，義大利共產主義革命家和政治家。
- 西德尼·羅伯遜·考威爾，91歲，美國民族音樂學家。[122]
- 梅爾文·佛蘭克林，52歲，美國歌手。[123]
- 梅爾·阿卜杜勒·哈克，79歲，巴基斯坦語言學家。[124]
- 唐‧赫克，66歲，美國漫畫家[125]
- 詹姆斯·赫里奧特，78歲，英國獸醫和作家[126]
- 諾曼·亨特，95歲，英國兒童作家。[127]
- 約翰·保羅，73歲，英國演員
- 瑪格麗特·伍德布裡奇，93歲，美國游泳運動員和奧運冠軍。[128]
- 彼得·威克漢姆，79歲，第二次世界大戰期間的皇家空軍元帥和飛行王牌。[129]

### 24日
- 羅伯托·阿戈，87歲，義大利法學家。[130]
- 菲里科斯·厄马克拉，71歲，奧地利政治家和人權活動家。[131]
- 漢斯·赫斯林，91歲，德國影視演員。[132]
- 神代辰巳，67歲，日本電影導演[133]
- 前畑秀子，80歲，日本游泳運動員。[134]
- 克里希納·莫爾蒂，85歲，印度土木工程師。
- 傑克華萊士，69歲，美式橄欖球運動員和教練，交通事故。

### 25日
- 弗朗切斯科·安东纳齐，70歲，義大利足球運動員。
- 格迪米納斯·巴拉維卡斯，54歲，立陶宛建築師。[135]
- 安妮·大衛斯，64歲，美國花樣滑冰運動員。
- 魯道夫·豪斯納，80歲，奧地利畫家、繪圖員、版畫家和雕塑家。[136]
- 吴振宇，77歲，朝鮮將軍和政治家[137]
- 維克多·蒙塔古，88歲，英國保守黨國會議員
- 約翰·奧布萊恩，67歲，紐西蘭賽艇運動員。[138]
- 何塞·安東尼奧·羅霍，72歲，西班牙電影編輯，心臟病發作。
- 瑪麗亞姆·瓦塔利爾，41歲，印度活動家和修女，被謀殺。
- 特倫斯·韋伊，73歲，英國大提琴家。[139]

### 26日
- 澤農·伊萬諾維奇·博列維奇，72歲，俄羅斯數學家。[140]
- 傑克·克萊頓，73歲，英國電影導演[141]
- 巴里·戴森，52歲，英格蘭足球運動員，心臟病發作。
- 威利·詹森，71歲，美國電藍調吉他手。[142]
- 索倫·埃爾法·馬格努斯多蒂爾，84歲，冰島作家。[143]

### 27日
- 約翰·奧爾福德，75歲，哈利法克斯大執事。[144]
- 安·阿耶斯，76歲，美國女高音和女演員。[145]
- 比爾·貝利，85歲，愛爾蘭裔美國共產黨勞工活動家，曾參加西班牙內戰[146]
- 格哈德·伯策伦，89歲，德國賽艇運動員，曾參加1932年夏季奧運會。[147]
- 伯納德·康菲爾德，67歲，土耳其商人和國際金融家。[148]
- 湯姆·埃文斯，65歲，澳大利亞政治家。
- 基加諾拉基澤，64歲，喬治亞足球運動員和經理。[149]
- 安東尼奧·特羅科利，70歲，阿根廷政治家。

### 28日
- 沃爾特·艾倫，84歲，英國文學評論家和小說家。[150]
- 拉格沃德·米卡爾·安德森，95歲，挪威政治家。
- 沃利·米利斯，88歲，美國棒球運動員、球探和經理。[151]
- 比爾·理查茲，71歲，加拿大小提琴家、作曲家、編曲家和編輯。
- 基思·里格，88歲，澳大利亞板球運動員。
- 马克斯·鲁道夫，92歲，德國指揮家和音樂教育家。[152]
- 倫納德·舒爾，84歲，美國音樂會鋼琴家。[153]